# Bloomberg Businessweek
Pour les articles homonymes, voir Bloomberg.
Bloomberg Businessweek est un magazine mensuel américain spécialisé dans l'économie, créé en 1929 sous le nom de The Business Week. Il était publié par McGraw-Hill jusqu'à sa reprise en octobre 2009 par Bloomberg qui le renomme « Bloomberg BusinessWeek ». Il porte la marque Bloomberg Businessweek depuis avril 2010.

## Histoire
Depuis 1988, Business Week publie un classement annuel des meilleurs Master of Business Administration (MBA) américains qui est considéré comme la référence à la fois par la presse et par les étudiants[réf. nécessaire].
Initiatrice des « réunions Tupperware », Brownie Wise devint, en 1954, la première femme à faire la couverture du magazine.